# Dylan Dog: Gli uccisori
Dylan Dog: Gli uccisori è un videogioco di avventura dinamica sviluppato e pubblicato nel 1992 da Simulmondo per Amiga, Commodore 64 e MS-DOS, basato sul fumetto Dylan Dog, in particolare sull'albo n° 5, Gli uccisori (1987).
La confezione originale contiene anche un breve albo inedito intitolato Il ritorno degli uccisori (di Sclavi e Montanari & Grassani).
Il gioco per Amiga fu venduto anche in offerta speciale insieme all'Amiga 600.

## Trama
L'introduzione è descritta dall'albo a fumetti. Dylan Dog ha incubi ricorrenti riguardanti i fatti avvenuti in Gli uccisori (le persone comuni si trasformavano in pazzi assassini). Viene invitato a una festa nel castello fuori città di un certo professor Evil e si reca lì, attratto dal fatto che il professore sarebbe un esperto di sogni. Gli altri ospiti però, a causa delle bevande drogate dategli da Evil, si trasformano proprio negli "uccisori" e massacrano chiunque vedano, con qualunque arma o arnese gli capiti sottomano. A questo punto Dylan si sveglia, in quanto era questo stesso un incubo, e capisce che per sfuggire agli incubi ricorrenti dovrà affrontare il sogno fino in fondo ovvero risolvere l'avventura. Il gioco comincia appunto con Dylan chiuso dentro il maniero di Evil, infestato dagli uccisori e da altre creature, che deve trovare una via d'uscita. Alcuni ospiti scampati alla trasformazione lo aiuteranno e alla fine affronterà personalmente Evil.

## Modalità di gioco
Il giocatore controlla Dylan in un grande ambiente a schermate multiple, con visuale laterale, dove ogni schermata rappresenta una stanza o anche due stanze su due piani.
Dylan può correre, saltare, abbassarsi, tenere un inventario di oggetti, sferrare pugni, parare i colpi, e usare vari tipi di armi; inizialmente ha solo la sua pistola con pochi proiettili.
Il labirinto di stanze, collegate da porte, scale o dai lati dello schermo, comprende ambienti antichi, laboratori moderni del professore, trabocchetti, stanze segrete e quant'altro.
Il tempo a disposizione è visualizzato dal tragitto della luna e l'energia di Dylan da una lapide che spunta sempre più dal terreno.
Quando si raggiungono punti fondamentali per la soluzione dell'avventura vengono mostrate a tutto schermo sequenze animate narrative che danno anche indizi per proseguire; nella versione C64 invece gli indizi si trovano durante il gioco.